# 8318 Averroes
Averroes (asteróide 8318) é um asteróide da cintura principal, a 2,7014396 UA. Possui uma excentricidade de 0,1529266 e um período orbital de 2 080,21 dias (5,7 anos).
Averroes tem uma velocidade orbital média de 16,67844825 km/s e uma inclinação de 0,51462º.
Este asteróide foi descoberto em 29 de Setembro de 1973 por Cornelis van Houten, Ingrid van Houten-Groeneveld.